# Alessandro Fattori
Alessandro Fattori (ur. 21 czerwca 1973 w Parmie) – włoski narciarz alpejski. Najlepsze wyniki w Pucharze Świata osiągnął w sezonie 1995/1996, kiedy to zajął 21. miejsce w klasyfikacji generalnej, a w klasyfikacji kombinacji był trzeci. Najlepszym wynikiem Fattoriego na mistrzostwach świata było 5. miejsce w kombinacji podczas mistrzostw świata w Sankt Anton. Zajął także 4. miejsce w supergigancie na Igrzyskach w Nagano.

## Sukcesy

### Puchar Świata

#### Miejsca w klasyfikacji generalnej
- 1992/1993 – 113.
- 1993/1994 – 76.
- 1994/1995 – 43.
- 1995/1996 – 21.
- 1996/1997 – 96.
- 1997/1998 – 59.
- 1998/1999 – 52.
- 1999/2000 – 43.
- 2000/2001 – 31.
- 2001/2002 – 22.
- 2002/2003 – 100.
- 2003/2004 – 36.
- 2004/2005 – 36.
- 2005/2006 – 104.

#### Miejsca na podium
1. Val d’Isère – 16 grudnia 2000 (zjazd) – 1. miejsce
2. Kitzbühel – 18 stycznia 2002 (supergigant) – 2. miejsce
3. Kvitfjell – 3 marca 2002 (supergigant) – 1. miejsce
4. Altenmarkt – 7 marca 2002 (supergigant) – 3. miejsce
5. Garmisch-Partenkirchen – 31 stycznia 2004 (zjazd) – 3. miejsce